# Craig Eldridge
Craig Eldridge ist ein kanadischer Schauspieler.

## Leben
Eldridge übernahm ab den späten 1980er Jahre erste Rollen in Fernsehproduktionen. 2006 spielte er im Katastrophenfernsehfilm Solar Attack – Der Himmel brennt die Rolle des Jim Leeburg. 2009 übernahm er die Rolle des Bürgermeisters Bob Baker im Fernsehfilm Zwölf Männer für ein Jahr. Von 2010 bis 2013 stellte er in der Fernsehserie Covert Affairs die Rolle des Eric Braithwaite dar. 2011 spielte er die Rolle des im Film Tage der Unschuld. Im Folgejahr war er im Film House at the End of the Street in der Rolle des Dan Gifford zu sehen. 2018 verkörperte er in zehn Episoden die Rolle des erwachsenen Travis Dawn in der Fernsehserie Die Wahrheit über den Fall Harry Quebert.

## Filmografie (Auswahl)
- 1988: Die Waffen des Gesetzes (Street Legal, Fernsehserie, Episode 3x08)
- 1990: Katts und Dog (Katts and Dog, Fernsehserie, Episode 2x14)
- 1991: Verschwörung des Schweigens (Conspiracy of Silence, Miniserie, Episode 1x01)
- 1992: Der letzte Wunsch (Last Wish, Fernsehfilm)
- 1993: Gross Misconduct: The Life of Brian Spencer (Fernsehfilm)
- 1993: Dieppe (Fernsehfilm)
- 1994: Small Gifts (Fernsehfilm)
- 1995: Open Season
- 1995: Ein Mountie in Chicago (Due South, Fernsehserie, 2 Episoden)
- 1995: The Silence of Adultery (Fernsehfilm)
- 1996: Mrs. Winterbourne
- 1996: Urteil ohne Gerechtigkeit (Beyond the Call, Fernsehfilm)
- 1996: Killer Cops – Mörder in Uniform (Gang in Blue, Fernsehfilm)
- 1996: Tödliche Weihnachten (The Long Kiss Goodnight)
- 1996: Giant Mine (Fernsehfilm)
- 1996–1997: Wind at My Back (Fernsehserie, 4 Episoden)
- 1996–2000: PSI Factor – Es geschieht jeden Tag (PSI Factor – Chronicles of the Paranormal, Fernsehserie, 3 Episoden)
- 1997: Dead Silence – Flammen in der Stille (Dead Silence, Fernsehfilm)
- 1997: Mord auf dem Campus (What Happened to Bobby Earl?, Fernsehfilm)
- 1997: Fast Track (Fernsehserie, 2 Episoden)
- 1998: Real Kids, Real Adventures (Fernsehserie, Episode 1x01)
- 1998: Blutige Beweise (Evidence of Blood, Fernsehfilm)
- 1998: My Own Country (Fernsehfilm)
- 1999: Murder in a Small Town (Fernsehfilm)
- 1999: Too Rich: The Secret Life of Doris Duke (Fernsehfilm)
- 1999: Turbulenzen – und andere Katastrophen (Pushing Tin, Sprechrolle)
- 1999: Gefesselte Stimmen (Locked in Silence, Fernsehfilm)
- 1999: Das dritte Wunder (The Third Miracle)
- 1999: Versiegelt mit einem Kuss (Sealed with a Kiss, Fernsehfilm)
- 2000: Zweimal im Leben (Twice in a Lifetime, Fernsehserie, Episode 1x20)
- 2000: The Wonderful World of Disney (Fernsehserie, Episode 3x10)
- 2000: Who Killed Atlanta’s Children? (Fernsehfilm)
- 2000: A House Divided (Fernsehfilm)
- 2000: Sandy Bottom – Konzert für eine Stadt (The Sandy Bottom Orchestra, Fernsehfilm)
- 2000: Verlorene Nähe (When Andrew Came Home, Fernsehfilm)
- 2001: Most Original (Fernsehfilm)
- 2001: Haven (Fernsehfilm)
- 2001: Judgment
- 2001: The Big Heist (Fernsehfilm)
- 2001: The Safety of Objects
- 2001: Brian’s Song (Fernsehfilm)
- 2001–2003: Doc (Fernsehserie, 2 Episoden, verschiedene Rollen)
- 2002: Tötet Smoochy (Death to Smoochy)
- 2002: Ein Tag mit meinem Bruder (Tru Confessions, Fernsehfilm)
- 2002: Recipe for Murder (Fernsehfilm)
- 2002: Soul Food (Fernsehserie, Episode 3x02)
- 2002: Widows (Fernsehserie, Episode 1x01)
- 2002: Odyssey 5 (Fernsehserie, 2 Episoden)
- 2002: The Tuxedo – Gefahr im Anzug (The Tuxedo)
- 2002: Master Spy: The Robert Hanssen Story (Fernsehfilm)
- 2002: Martin and Lewis (Fernsehfilm)
- 2002: Heart of a Stranger (Fernsehfilm)
- 2002: A Christmas Visitor (Fernsehfilm)
- 2002–2003: Street Time (Fernsehserie, 6 Episoden)
- 2003: Deacons for Defense (Fernsehfilm)
- 2003: Jasper, Texas (Fernsehfilm)
- 2003: Missing – Verzweifelt gesucht (1-800-Missing, Fernsehserie, Episode 1x08)
- 2003: The Elizabeth Smart Story (Fernsehfilm)
- 2003–2005: Queer as Folk (Fernsehserie, 4 Episoden)
- 2004: Zixx Level One (Fernsehserie, Episode 1x03)
- 2004: The Eleventh Hour (Fernsehserie, Episode 2x03)
- 2005: The West Wing – Im Zentrum der Macht (The West Wing, Fernsehserie, Episode 6x11)
- 2005: ReGenesis (Fernsehserie, 2 Episoden)
- 2005: Im Bann der schwarzen Witwe (Widow on the Hill, Fernsehfilm)
- 2005: Tagebuch für Nicholas (Suzanne’s Diary for Nicholas, Fernsehfilm)
- 2005: Kojak (Fernsehserie, 2 Episoden)
- 2005: Mayday – Alarm im Cockpit (Fernsehdokuserie, Episode 3x06)
- 2005: Felicity: An American Girl Adventure (Fernsehfilm)
- 2006: Partygirls auf Mission (Cow Belles, Fernsehfilm)
- 2006: Der Hades-Faktor (Covert One: The Hades Factor, Miniserie, 2 Episoden)
- 2006: Solar Attack – Der Himmel brennt (Solar Strike, Fernsehfilm)
- 2006: The Path to 9/11 – Wege des Terrors (The Path to 9/11, Miniserie, 2 Episoden)
- 2006: Runaway (Fernsehserie, 4 Episoden)
- 2007: Enttarnt – Verrat auf höchster Ebene (Breach)
- 2007: The Company – Im Auftrag der CIA (The Company, Fernsehserie, 6 Episoden)
- 2007: Congratulations Daisy Graham (Kurzfilm)
- 2007: The Note (Fernsehfilm)
- 2008: M.V.P. (Fernsehserie, Episode 1x05)
- 2008: True Crime Scene (Fernsehdokuserie, Episode 1x01)
- 2008: Killshot – Gnadenlose Jagd (Killshot)
- 2008: Die Robert und Andrew Kissel Story (The Two Mr. Kissels, Fernsehfilm)
- 2009: Flashpoint – Das Spezialkommando (Flashpoint, Fernsehserie, Episode 2x06)
- 2009: Die Reise des Weihnachtsbaums (The National Tree, Fernsehfilm)
- 2009: Zwölf Männer für ein Jahr (Twelve Men of Christmas, Fernsehfilm)
- 2010: Keep Your Head Up, Kid: The Don Cherry Story (Miniserie, Episode 1x01)
- 2010: The Bridge (Fernsehserie, Episode 1x06)
- 2010: Devil – Fahrstuhl zur Hölle (Devil)
- 2010: Being Erica – Alles auf Anfang (Being Erica, Fernsehserie, Episode 3x05)
- 2010–2013: Covert Affairs (Fernsehserie, 12 Episoden)
- 2011: Cassie – Eine verhexte Familie (The Good Witch’s Family, Fernsehfilm)
- 2011: Degrassi: The Next Generation (Fernsehserie, 2 Episoden)
- 2011: Haven (Fernsehserie, Episode 2x13)
- 2011: Tage der Unschuld (Silent Witness, Fernsehfilm)
- 2011: Three Inches (Fernsehfilm)
- 2012: King (Fernsehserie, Episode 2x09)
- 2012: Saving Hope (Fernsehserie, Episode 1x12)
- 2012: House at the End of the Street
- 2012: The L.A. Complex (Fernsehserie, Episode 2x12)
- 2012, 2021: Murdoch Mysteries – Auf den Spuren mysteriöser Mordfälle (Murdoch Mysteries, Fernsehdokuserie, Episoden 5x02 und 15x07)
- 2013: An Amish Murder (Fernsehfilm)
- 2013: Skating to New York
- 2014: Warehouse 13 (Fernsehserie, Episode 5x04)
- 2014: The Listener – Hellhörig (The Listener, Fernsehserie, Episode 5x06)
- 2015: Rogue (Fernsehserie, Episode 3x10)
- 2015: The Strain (Fernsehserie, 2 Episoden)
- 2016: 11.22.63 – Der Anschlag (11.22.63, Miniserie, Episode 1x06)
- 2016: For Love & Honor (Fernsehfilm)
- 2016: Suits (Fernsehserie, Episode 6x10)
- 2016: Die Erfindung der Wahrheit (Miss Sloane)
- 2018: The Death and Life of John F. Donovan
- 2018: Die Wahrheit über den Fall Harry Quebert (The Truth About the Harry Quebert Affair, Fernsehserie, 10 Episoden)
- 2019: Designated Survivor (Fernsehserie, Episode 3x04)
- 2020: Condor (Fernsehserie, Episode 2x07)